# Rudar (2017.)
Rudar, slovenski je igrani film redateljice Hanne Slak iz 2017. godine. Glavne uloge igraju Leon Lučev, Marina Redžepović, Zala Đurič i Boris Cavazza. Film prati istinitu priču o rudaru Mehmedaliji Aliću, koji je 2009. u rudniku Huda jama (Barbarin rov), otkrio masovnu grobnicu s 1420 leševa, a žrtve su uglavnom žive zakopavali Titovi partizani 1945. godine. Alić je više puta bio sprječavan u otkrivanju istine zbog dogovora policije, vlasti i rukovodstva rudnika da se ne istražuje Barbarin rov kako bi se spriječilo otkrivanje točnog broja žrtava.
Film je bio slovenski kandidat za najbolji strani film na 90. dodjeli Oscara, održanoj početkom 2018. godine.

## Radnja
Film prati istinitu priču o rudaru Mehmedaliji Aliću, koji je 2009. u rudniku Huda jama, nakon osmomjesečne bitke sa sustavom, uz prijetnje da će završiti na cesti, nakon jedanaest zidova u horizontalnom Barbarinu rovu došao do masovne grobnice s 1420 leševa, koji su bili ubijeni 1945. godine. Jedan dio ubijenih bio je i u oknu tj. vertikalnom rovu.
Kad je shvatio da su se policija, vlast i rukovodstvo rudnika dogovorili da donesu javno priopćenje o zabrani istraživanja iz  "sigurnosnih razloga", s namjerom zataškavanja istraživanja partizanskih poslijeratnih zločina, te da su na temelju prvih 500 žrtava htjeli donijeti odluku da se radi o vojnoj grobnici, Mehmedalija Alić je ponovno ušao u rudnik i izvukao ženske pletenice, poslikao ih i poslao medijima kako bi istina o rudniku i o ubijenim civilima isplivala van. Skoro je izgubio posao, degradiran je kao rudar i ostao sam, bez podrške. I onda je sam, a kasnije uz pomoć jednog čovjeka, krenuo u svoju dvogodišnju borbu za vraćanje vlastitog dostojanstva. Napisao je knjigu Nitko i ništa, po kojoj je rađen i scenarij za film, i na kraju je uspio nakon proživljene nepravde vratiti svoje dostojanstvo. Film spaja Srebrenicu, mjesto odakle je Mehmedalija, i Sloveniju, u razdobljima 1945., 1995. i 2008.

## Nagrade
Leon Lučev je za ulogu Mehmedalije na Festivalu slovenskog filma 2017. dobio nagradu za najbolju mušku ulogu.

## Uloge
- Leon Lučev
- Marina Redžepović
- Zala Đurič
- Tin Marn
- Boris Cavazza
- Nikola Burger
- Jure Henigman
- Boris Petkovič

## Pogledaj više
- Barbarin rov
- Pokolj u Bleiburgu

## Vanjske poveznice
- Rudar u internetskoj bazi filmova IMDb-a